# Station Châlons-en-Champagne
Station Châlons-en-Champagne is een spoorwegstation in de Franse stad Châlons-en-Champagne.